# Еврейское кладбище (Ехегис)
Еврейское кладбище в селе Ехегис — старинный древнееврейский некрополь близ населённого пункта Ехегис в Вайоцдзорской области на юго-востоке Армении. Расположено на расстоянии пешего хода от Ехегнадзора. Содержит захоронения 1266—1346 годов. Надписи на мацевах содержат библейские произведения на религиозную тематику и выражения из Талмуда. На могилах присутствую еврейские имена иранского происхождения. Самое старое, или одно из самых старых сохранившихся еврейских кладбищ в мире.

## История
Датируемые, серединой XIII века, а ряд конкретно 1337 годом, находки доказывают существование еврейской общины на территории Армении с древнейших времён до Нового времени.
В 1910 году архимандрит о. Гарегин (Овсепян) обнаружил непохожий на другие надгробный камень, фотографию которого отослал учёному Николаю Марру. Плита представляла собой камень размером 1,4 на 0,6 м, содержащий надпись в четыре строки, которая была расшифрована профессором П. К. Коковцовым.

Niftar ha-bakhur ha-kasher he-‘anaw // mar khawaga Sharaf ’aldin ben ha-zaqen khawaga Sabay S[ofo]"T[ov] // melekh ha-kavod yanikhehu ‘im ’Abraham Yickhaq we-Ya‘aqov // We-Yeqayyem ‘al qavrato yikhyu metekha navlati yaqumun we-g[amre] shenat ATTKh

Скончался честный, праведный, смиренный юноша, // господин наш, хаваджа Шараф-эд-Дин, сын Сабая, да будет ему благой конец. // Царь Славы, да упокоит его вместе с Авраамом, Исааком и Иаковом // и исполнит в отношении его погребения «оживут мертвые твои, мои трупы восстанут.» [Ис. 26:19] Год 1808 [селевкидской эры = 1496/1497 н. э.]

В 1912 году о данном кладбище появилась заметка в трудах Императорской академии наук. Предпринимались попытки изучения кладбища в конце 1970-х годах, однако, тогда серьёзные археологические работы не велись.

Громкую научную славу захоронение приобрело после того, как профессор Майкл Стоун из Еврейского университета в Иерусалиме заявил, что 
обнаружено самое раннее в мире еврейское кладбище, уникальное тем, что на многих надгробиях сохранились надписи на иврите и арамейском

После этого открытия был подписан трёхсторонний договор между Иерусалимским университетом, ереванским Институтом археологии и этнографии и Армянской апостольской церковью и в 2000—2001 годах организована совместная экспедиция. В состав экспедиции помимо армянских учёных вошли профессор Майкл Стоун, археолог доктор Давид Амит, фотограф Йоав Лефф и доктор Гарвардского университета Серхио Лапорта, а также другие учёные. В ходе работ были найдены и исследованы 12 надгробий с двадцатью надписями, которые датируются периодом с 50-х годов XIII века до начала XIV века. По форме камни не отличаются от армянских надгробий того же времени — скорее всего их делали армянские мастера, а затем на плиты наносился текст на иврите и арамейском. Согласно опубликованным сообщениям, одна из надписей на иврите с примесью арамейских выражений гласит: 

Niftar Baba bar David be-khodesh Tammuz shenat aleph-taf-resh — dokhran tav lenichot nafshata 
Скончался Баба, сын Давида в месяц Таммуз, год 1600 (1289 год н. э.), да упокоится его душа.
Михаил Носоновский из Бостона считает, что, если датировки памятников верны, можно говорить о существовании еврейской общины в Ехегисе не только в конце XIII века, но на протяжении более 230 лет, по крайней мере вплоть до конца XV столетия. Согласно некоторым сообщениям, надпись на стене армянской церкви близ Ехегиса гласит, что земля, на которой она установлена, была приобретена у евреев.
С 2000 по 2003 годы погост был изучен армяно-израильской группой ученых. Восстановление и сохранение кладбища было инициировано епископом Абрамом при поддержке Министерства культуры Армении. На кладбище каждую неделю приезжают паломники из Израиля. Каждый год 11 мая на официальном уровне здесь отмечается День Поминовения.